# Kai Karsten (Moderator)
Kai Karsten (* 26. Januar 1968) ist ein deutscher Hörfunkmoderator.

## Karriere
Nach einem Praktikum beim Münchener Sender Radio M1 München und einem Volontariat bei Radio Merkur startete er seine Laufbahn als Redakteur und Moderator bei letzterem Sender. 1990 wechselte er zum Sender RTL Baden-Württemberg und kam 1995 dann schließlich zum SWF3, wo er als Moderator der Sendung SWF3 Popfit in Erscheinung trat, aber vor allem als Comedy-Autor und Produzent beschäftigt war.
Seit der Fusion von SDR und SWF zum SWR 1998 war er als Moderator und Redakteur für den SWF3-Nachfolger SWR3 tätig. Dort war er in der Sendung SWR3 Club zu hören, um anschließend ab dem Jahr 2000 für fünf Jahre als Auslandskorrespondent in Hollywood tätig zu sein und die Sendung SWR3bis12 zu moderieren.
Er moderierte von September 2006 bis Juni 2012 die Kai Karsten Show, die zunächst samstags und sonntags gesendet wurde. Später ersetzte das Format die Sendung Hithop und wurde wochentags von 14 bis 16 Uhr ausgestrahlt. Am Wochenende moderierte Karsten im Wechsel mit anderen Moderatoren von 13 bis 16 Uhr Die Wochenend-Show. Seit Juni 2012 wird wochentags von 14 Uhr bis 16 Uhr SWR3 Pop-Up gesendet. Karsten moderierte daher bis Februar 2015 sonntags zwischen 19 Uhr und 24 Uhr die Top 3 Show und samstags das SWR3-Nachmittagsprogramm von 13 bis 19 Uhr, das inoffiziell oft als Nachfolgesendung der eingestellten Kai Karsten Show bezeichnet wird. Seit Dezember 2015 moderierte er SWR3 Luna in der ARD-Popnacht von 0 bis 5 Uhr.
Kai Karsten moderierte bis August 2020 sonntags zwischen 19 und 24 Uhr Club Pop and go auf SWR3 .
Im September 2020 wechselte Kai Karsten zu SWR1 nach Stuttgart. Dort moderierte er unter anderem jeden Mittwoch Abend von 20 bis 0 Uhr die Sendung SWR1 Musik Klub Country.

## Veröffentlichungen
- Das Leben ist kein Lolli. Geschichten. Echt. Aus dem Alltag. Fischer, Frankfurt am Main 2007, ISBN 978-3-596-17372-3.

| Personendaten    | Personendaten              |
| ---------------- | -------------------------- |
| NAME             | Karsten, Kai               |
| KURZBESCHREIBUNG | deutscher Hörfunkmoderator |
| GEBURTSDATUM     | 26. Januar 1968            |